# Fräulein Liliput, das Reisespielzeug
Fräulein Liliput, das Reisespielzeug (englisch The Willow Tree ‚Der Weidenbaum‘) ist ein US-amerikanisches Stummfilmdrama von Henry Otto mit Viola Dana in der Hauptrolle. Der Film wurde von Screen Classics produziert und von der Metro Pictures Corporation in den Verleih gebracht. Das Drehbuch basiert auf dem Bühnenstück The Willow Tree von J. H. Benrimo und Harrison Rhodes. Die Premiere des Films fand am 17. Januar 1920 in New York statt. Im Deutschen Reich kam er im Mai 1923 in die Kinos. Der Film gilt als existent. Kopien der sechs Filmrollen befinden sich im Filmarchiv des George Eastman House im Rochester (New York).

## Handlung
Um eine unglückliche Liebesbeziehung zu vergessen, sucht Ned Hamilton die Abgeschiedenheit Japans. Zufällig stößt er auf das Geschäft des Künstlers Tomotada. Ned verliebt sich förmlich in die geschnitzte Figur eines schönen Mädchens, die Tomotada wegen der mythischen Legende, die mit dem Baum verbunden ist, aus dem sie geschnitzt wurde, nicht verkaufen will. Als jedoch Tomotadas Tochter O-Riu vor einer arrangierten Ehe davonläuft und ihr Bruder das Geld ausgibt, das der Bräutigam für sie bezahlt hat, ist Tomotada gezwungen, die Figur der Prinzessin vom Weidenbaum zu verkaufen.
Nachdem die Figur zu Ned nach Hause geliefert wurde, kommt O-Riu herein und nimmt den Platz der Figur im Schrank ein. Eine Legende besagt, dass ein Spiegel, der in die Hände der Figur gelegt wird, ihr Leben einhauchen wird. Also versucht Ned das Experiment und ist begeistert, als O-Riu vorgibt, zum Leben zu erwachen. Die beiden verlieben sich und als der Krieg ausbricht, weigert sich Ned, seine Prinzessin zu verlassen, um nach England zurückzukehren. Um ihren Geliebten nicht in Ungnade fallen zu lassen, schafft es O-Riu, ihn glauben zu machen, dass sie zu ihrem Zustand als Figur zurückgekehrt ist, und Ned reist nach England. Nachdem er seinem Land gedient hat, kehrt er nach Japan zurück und findet dort die Prinzessin vor, die auf ihn gewartet hat.

## Entstehung
Im Juni 1919 gaben Presseberichte an, dass Metro Pictures die Filmrechte für das Theaterstück The Willow Tree aus dem Jahr 1917 erworben hatte, als Teil einer Kampagne, um „bessere und weniger Filme“ auf der Grundlage einer Reihe von Theaterstücken und Romanen zu machen.
Im September 1919 wurde berichtet, dass Moon Kwan aus San Francisco kürzlich in Hollywood angekommen sei, um Regisseur Henry Otto als technischer Direktor zu unterstützen. Darsteller Yutaka Abe unterstützte außerdem Drehbuchautorin June Mathis, indem er ihr „Einzelheiten über das häusliche Leben und die Bräuche der Japaner“ lieferte, und Regisseur Otto, indem er mit japanischen Kindern am Set arbeitete.
Hauptdarstellerin Viola Dana berichtete in der Presse über ihre Haare und das Make-Up. Die Schauspielerin bemerkte, dass ihre schwarze Perücke morgens von ihrer japanischen Haushälterin gestylt wurde. Sie schrieb der Haushälterin auch zu, dass sie vorgeschlagen hatte, Danas echtes Haar so fest unter der Perücke zurückzuziehen, dass ihr Gesichtsausdruck für die Rolle verändert würde.
Die Dreharbeiten begannen im September 1919 in den Metro-Studios, wo ein Anwesen mit japanischem Garten errichtet wurde. Zeitungsartikel wiesen darauf hin, dass das Studio plante, den Garten nach den Dreharbeiten als „dauerhafte Studioeinrichtung zum Vergnügen und zur Erholung der Mitarbeiter des Unternehmens“ beizubehalten. Laut Presseberichten fanden die Dreharbeiten auch auf Santa Catalina Island statt. Die zehnwöchigen Dreharbeiten wurden Ende November 1919 abgeschlossen.